# 東北Z
『東北Z』（とうほくゼット）は、東北地方のNHK総合テレビジョンで金曜日夜に放送されている地域情報番組。

## 概要
2006年4月7日 から2011年3月4日まで放送された『ワンダフル東北』の後継番組である。
当初は2011年4月の開始を予定していたが、2011年3月11日に発生した東北地方太平洋沖地震（東日本大震災）に伴う特別放送体制により、放送開始時期を延期。金曜日20時台の地域情報番組が再開した後も東北地方では5月いっぱいまで東日本大震災関連のドキュメンタリー番組やプロ野球中継（楽天戦、2011年5月20日）が放送された。第1回が放送されたのは2011年6月3日である。
番組テーマ曲は、サンタラの砂田和俊が手掛けている。

## 企画
直撃インタビュー 被災地の目線で（2011年度）
東日本大震災の被災地からの視線で様々な有識者へのインタビュー企画。当時仙台局勤務の杉尾宗紀が聞き手を務めた。
シリーズ 災害から未来へ（2012年度・2013年度）
過去の災害の経験を取材し、そこから東北復興へのヒントを探ろうという企画。他にも単発で震災関連のドキュメントを随時放送。
ここに技あり（2012年度まで）
『ワンダフル東北』から続く企画で、タレントでWAHAHA本舗初代座長の佐藤正宏が東北地方各地の職人と技を訪ねる旅。
歌おう!東北のど自慢（2011年度）
- 震災に負けずに頑張る被災した人達を応援するために企画されたもの。『NHKのど自慢』（以下本家）の簡易版である。
- 本家では予選1日・本選1日と週末2日かけるところを両方纏めて1日で行うために、予選会前にじゃんけんで100組まで選抜。予選会で15組まで絞り込んで本選を行う。
- 司会は徳田章 らNHKアナウンサーが毎回交替で務めた。徳田は本家司会でもある。
- 費用節約のためと被災地を回ることから、音楽は生演奏ではなくカラオケマシーンを使用。
- 高校生以上なら誰でもエントリーできるのは本家と同様。観覧に関しても本家同様年齢制限はない。
- 1回目（2011年6月19日収録、6月24日放送。また、6月30日には「ろーかる直送便」の枠内でも全国放送された。）は、震災2日後の3月13日に本家の会場になる予定だった田村市総合体育館で実施。その出演者募集告知は、『今夜も生でさだまさし　がんばらんば!福島』の中で行われた。
- 2012年度は各県でも通常ののど自慢が開催できるようになったため1年で終わった。

TOHOKUメンコイらぼ（2012年度開始）
- 東北地方にある「めんこい」物とそれにまつわる人々を、東北ゆかりやテーマに沿う女性タレントが調査・報告するバラエティー企画。
- ラボの初代室長（進行役）はNHK仙台の合原明子。二代目は仙台出身でもあるNHK仙台 の千葉美乃梨が務める。
- 過去の出演者 ： 三船美佳（祖父の1人が秋田県出身）、たんぽぽ・白鳥久美子（福島県郡山市出身の芸人）、佐藤唯（山形県寒河江市出身で、専門学校時代を宮城県仙台市で過ごした山形弁ナマドル）、小原正子（テーマに関連して出演）、三宅宏実（父親や伯父などが宮城県村田町出身）、IMALU（母の両親が宮城県出身）、はるな愛（テーマに関連して出演）、南明奈（父親が青森県大間町出身）、壇蜜（秋田県横手市生まれ）、ドーキンズ英里奈（父親がニュージーランドの東北地方出身、岩田華怜（仙台市生まれ））
- ナレーション ： 平野文

シリーズ 支える（2013年度）
- 被災地を支えるさまざまな分野の専門家たちの活動から復興の道筋を考えるシリーズ。

サンドウィッチマンのどうなってる？　(2013年度開始)
- 複雑で難しい東北の問題をサンドウィッチマンとゲストを招いてとことん考える企画。
- 司会はサンドウィッチマンと村上由利子(NHK盛岡)が担当。2014年10月からは村上がラジオセンター異動のため大成安代(NHK仙台)が司会を務める。

## 放送時間
いずれも日本標準時（JST）で、総合テレビでの放送。また、放送回によっては各地域ごとの番組に差し替えされる場合がある。
- 本放送：金曜日 20:00 - 20:43
- 再放送：土曜日 10:30 - 11:13

## 放送・制作局
- NHK仙台放送局（幹事局）
- NHK秋田放送局
- NHK山形放送局
- NHK盛岡放送局
- NHK福島放送局
- NHK青森放送局

## 他地域での放送
ろーかる直送便 - 総合テレビ（全国放送）年数回の程度で放送。
カッコ内は東北での初回放送、年数がない場合は同年放送。
2011年
6月15日「ちゃっこい浜に津波が来た〜女川 野々浜の家族たち〜」（6月3日）
6月21日「直撃インタビュー・被災地の目線で「第1回 田原総一朗・西條剛央」」（6月10日）
6月30日「歌おう!東北のど自慢 第1回～福島県田村市～」（6月24日）
8月2日「歌おう!東北のど自慢 第2回～宮城県岩沼市～」（7月22日）
9月8日「鎮魂 侍たちの夏～福島・相馬野馬追～」（8月26日）
10月21日「ぶらバン2011～定禅寺ストリートジャズフェスティバル」（9月30日）
2012年
2月24日「歌おう!東北のど自慢 第5回～宮城県南三陸町～」（2月17日）
4月19日「42歳の成人式～秋田・大曲の梵天～」（3月23日）
5月24日「忠司と義明～南三陸 ふたりの29歳～」（4月27日）
6月8日「めざせ津軽三味線“日本一”」（5月18日）
10月17日「ここに技あり「磨いて紡いで 手仕事の道～岩手・盛岡市」」（10月5日）
12月7日「TOHOKUメンコイらぼ」（11月2日）
2013年
1月4日「ここに技あり「手仕事 街をあたためて～宮城県仙台市周辺～」」（2012年12月14日）
2月3日「八重の桜 会津旅～大河ドラマの舞台を訪ねて～」（2012年12月21日）
5月31日「TOHOKUメンコイらぼ「東北の“おやつ”お調べします」」（5月10日）
6月28日「TOHOKUメンコイらぼ「心こもるうつわ　お調べします」」（6月21日）
8月28日「サンドウィッチマンのどうなってる? 防潮堤」(8月2日)
11月8日「TOHOKUメンコイらぼ「ふるさとのハートフル フルーツ」」（10月25日）
2014年
1月10日「TOHOKUメンコイらぼ「いとしのローカルペットたち」」（2013年12月6日）
2月14日「この里に生きる～丸森町耕野・支えあう人々～」（1月10日）
3月6日「今こそ!寺山修司」（2013年11月22日）
4月16日「風雪のクロニクル～青森県六ヶ所村と核燃料サイクル～」(2月28日)
4月18日「サンドウィッチマンのどうなってる? 被災地の住まい」(4月4日)
7月9日「原発駅前商店街」（6月27日）
8月23日「限界は ない～大曲の花火“五重芯”成功の軌跡～」（2013年11月29日）
10月24日「TOHOKUメンコイらぼ「ふるさとの麺に恋して」」（9月26日）
10月29日「サンドウィッチマンのどうなってる? 原発事故の汚染物」（10月17日）
12月12日「TOHOKUメンコイらぼ「きいて民謡 ふれて民謡」」（7月25日）
2015年
2月12日「即身仏～東北に息づく信仰の謎～」」（1月23日）
3月4日「死者たちの声～福島・震災関連自殺～」（2014年10月31日）
3月13日「まちのうた」（2014年11月7日）
4月24日「津波を生き延びた仏たち～よみがえる故郷への祈り～」（2月27日）
5月11日「“里浦”に生きる～石巻 長面浦の4年～」（4月17日）
6月10日「TOHOKUメンコイらぼ「いとしの神さま仏さま」 」(5月15日）
10月23日「子どもたちから未来へ シンガーソングライターmiwaがつなぐ「希望の環（WA）」」（7月31日）
11月25日「TOHOKUメンコイらぼ「「まぁ めんこい 豆 お調べします」」（10月16日）
12月9日「鉄・分・補・給 ～東北全県制覇・鉄道を味わい尽くせ！～」（12月4日）

## 差し替え番組
- お国言葉で川柳、なもあんだも（NHK青森放送局）
- 今夜はなまらナイト（NHK山形放送局）
- 主役は福島!みんなのテレビ（NHK福島放送局）